# اسلام‌بک وادالوف
اسلام‌بک وادالوف (روسی: Асламбек Илимсултанович Вадалов؛ زادهٔ  ۱۹۷۲) اهل روسیه است. نام او ایلیم‌سلطانویچ وادالوف است که به امیر نیز شناخته می‌شود و یک رهبر شورشی چچن در قفقاز شمالی است. او در اول اوت ۲۰۱۰ به عنوان رهبر عالی امارت قفقاز منصوب شد.

## زندگی‌نامه
اسلامب‌ک وادالوف در سال ۱۹۷۲ به دنیا آمد و اهل یورت، روستایی در بخش شرقی وادالوف است. همچنین به نظر می‌رسد که بسیاری از اوقات جوانی خود را در منطقه گادرمس گذرانده‌است، اگرچه برخی گزارش‌ها حاکی از آن هستند که او در اواخر دهه ۱۹۸۰ و شاید در یک مؤسسه فنی تحصیل کرده‌است.